# Köpingebro
Köpingebro é uma pequena localidade da Suécia, situada na província histórica da Escânia.

Tem cerca de 1 134 habitantes, e pertence à Comuna de Ystad.

Está situada a 10 km a leste da cidade de Ystad .